# Procapperia pelecyntes
Procapperia pelecyntes là một loài bướm đêm thuộc họ Pterophoridae. Loài này có ở Nhật Bản (Kyushu), Trung Quốc, Ấn Độ và Sri Lanka.
Chiều dài cánh trước là 7–8 mm. Con trưởng thành bay từ tháng 5 đến tháng 11 ở Nhật Bản.
Ấu trùng ăn Scutellaria indica. Chúng thường ăn phía dưới mặt của lá cây.